# 日出インターチェンジ
日出インターチェンジ（ひじインターチェンジ）は、大分県速見郡日出町大字藤原にある日出バイパスおよび大分空港道路のインターチェンジである。

## 歴史
- 2002年（平成14年）3月30日 : 日出バイパス速見IC - 日出IC間および大分空港道路日出IC - 藤原JCT間開通にともない供用開始

## 接続する道路

### 直接接続
- 国道10号

### 間接接続
- 国道213号

## 料金所
東九州道（宇佐別府道路）方面は速見ICの本線料金所で通行券の発券および通行料金の徴収を行い、大分空港道路方面は通行無料であることから日出ICに料金収受施設は設置されていない。

## 周辺
- 日出町役場
- ハーモニーランド

## 隣
E97 日出バイパス・大分空港道路
(13) 速見IC - (1) 日出IC - (2) 藤原JCT